# 歩兵操典
歩兵操典（ほへいそうてん）は、陸軍歩兵の訓練、運用について示した典拠書。本項では特に大日本帝国陸軍の『歩兵操典』について扱う。

## 日本

### 藩兵・御親兵の時代

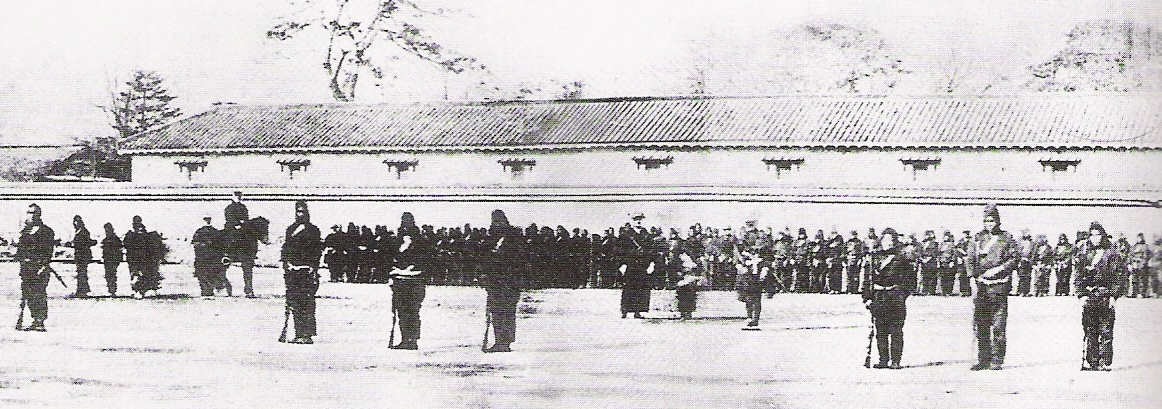
第一次仏軍軍事顧問団による幕府陸軍歩兵の訓練風景: 1868年

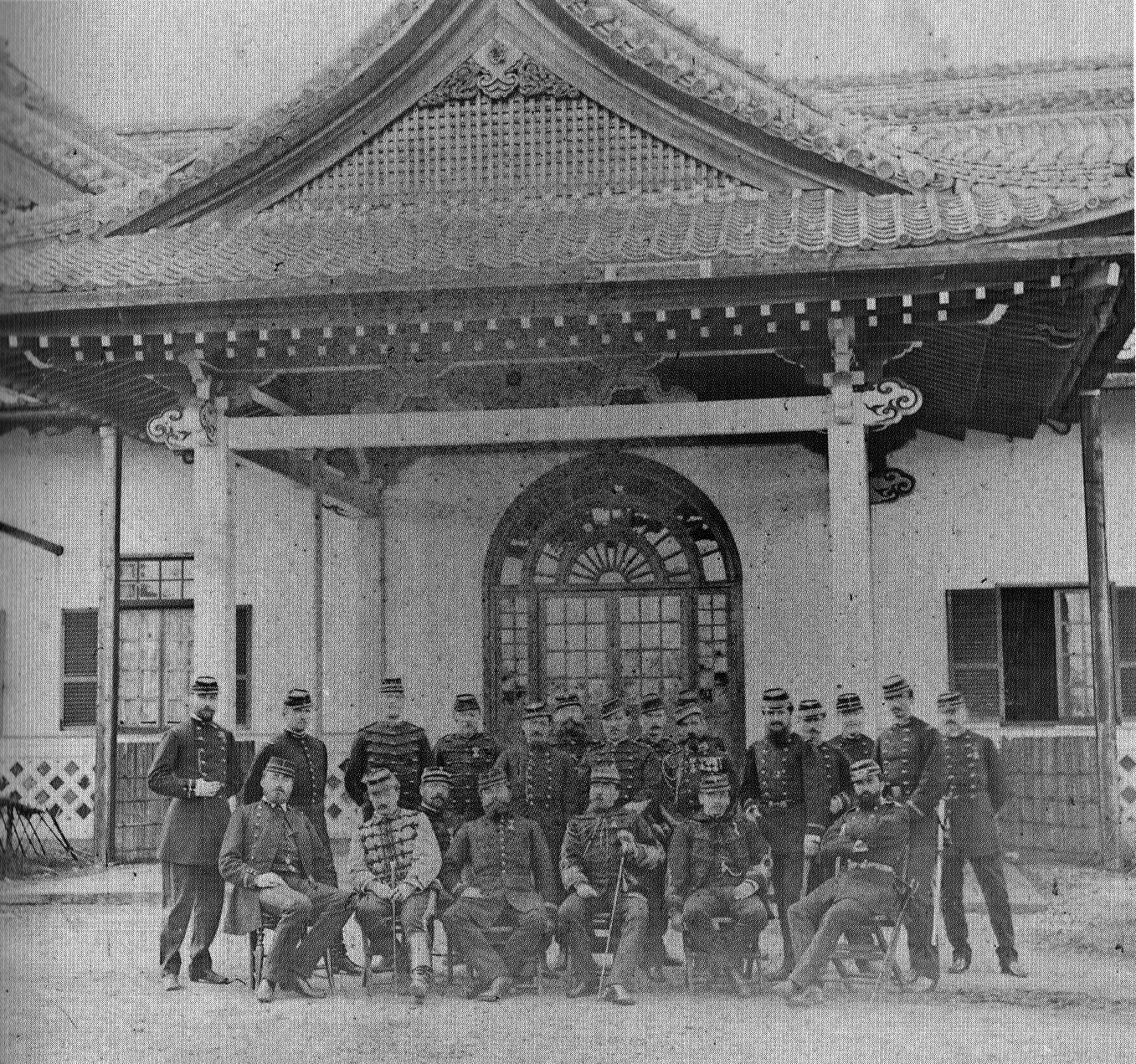
第二次仏軍軍事顧問団のメンバー: 1872年

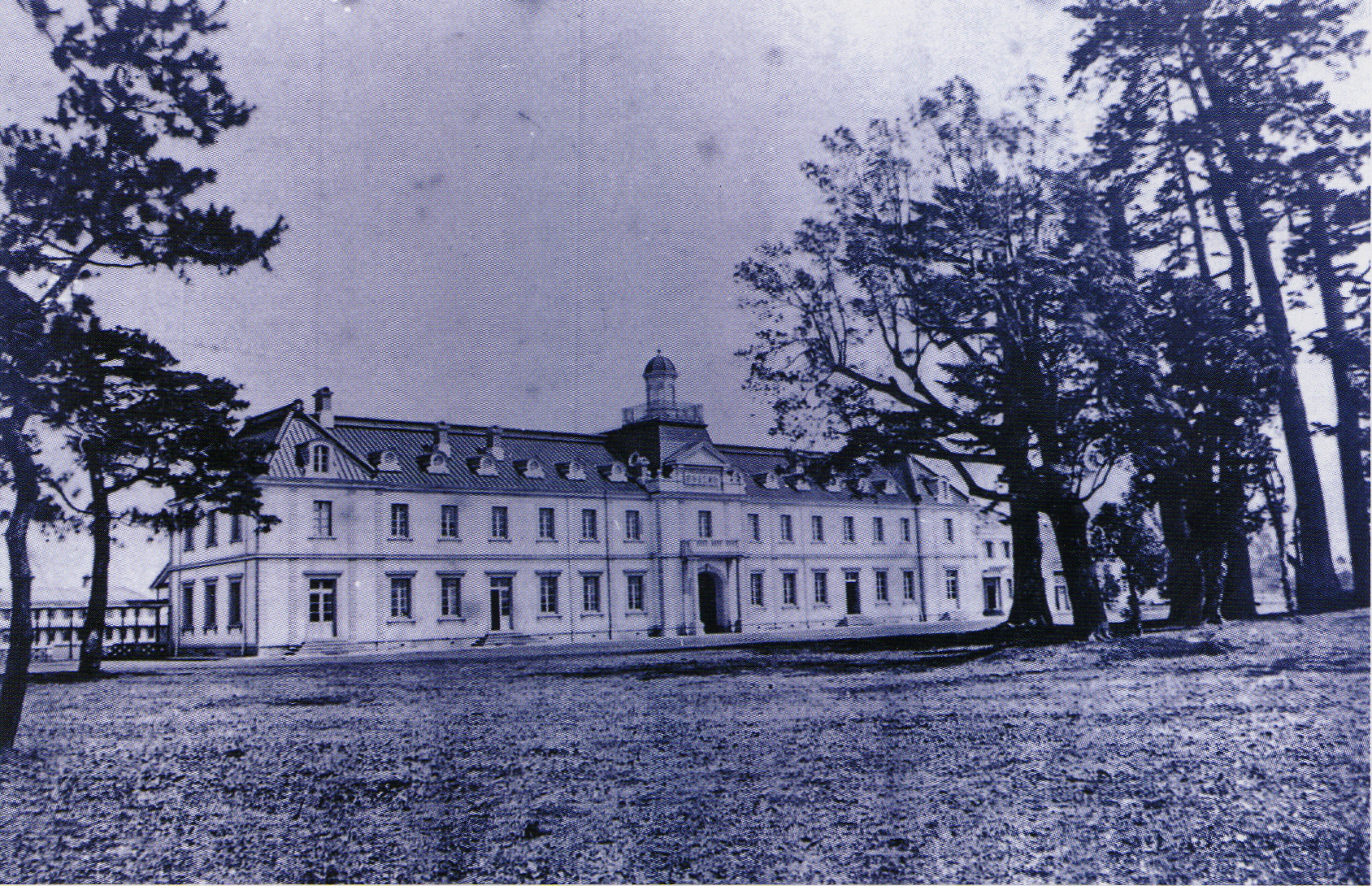
仏軍軍事顧問団により建設された市ヶ谷の陸軍士官学校: 1874年

日本における操典を用いた歩兵訓練は、高島秋帆により戦列歩兵方式の歩兵運用を含む蘭式軍制の導入が試みられ、1834年には長崎警護の任にありフェートン号事件を経験していた佐賀藩がこれを導入した事がはじまりである。
その後、幕末・維新の動乱期に各藩で洋式軍制の導入が試みられた際には、欧州各国の歩兵操典が重要な情報源となり、多くの洋学者・兵学者はこれを研究して自らの流儀とした為、日本における軍事研究とは長らく歩兵操典の翻訳と同義であった。また、後に欧州人軍事顧問に直接指導を仰ぐ際にも、共通認識を得る土台としてイラスト入りの歩兵操典が重要な役割を果たした。
廃藩置県が完了するまでの間、日本国内の各軍（藩兵）は様々な軍制が導入されていたが、大まかな区分として新政府内の旧長州藩部隊では蘭・仏式を混成させた大村益次郎の独自体系を導入しており、旧薩摩藩では英式（英米系）の体系が、旧幕府諸軍には蘭・仏・英の各式部隊が混在し、最後発ながら薩長を脅かす大勢力に成長した旧紀州藩のみが普（プロイセン）式を採用している状態だった。
1871年（明治4年）に薩摩の西郷隆盛と長州の山縣有朋が協力して御親兵が創設されると、その兵制は薩摩の英式とされた 。その後まもなく、御親兵は近衛に改組され、日本における英式歩兵部隊は極めて短命に終わった。

### 陸軍創設・仏式陸軍
1872年（明治5年）に、一般人を対象とした徴兵による大日本帝国陸軍が誕生するが、これを指揮する士官達の出身は様々であったため、最大公約数的に仏式が採用

され、仏陸軍歩兵操典と第二次仏軍軍事顧問団の仏軍人達による指導が始まる。
大日本帝国陸軍の公的記録の中で、歩兵操典について記されている最も古い記録には、1872年（明治5年）兵部省によって1870年版フランス陸軍歩兵操典

が採用された事が記されており、次いで1874年（明治7年）には陸軍省によって1872年版の同操典が採用

・出版

された事が記録されている。
その後、1876年（明治9年）に操典が改訂

された事が記録されているほか、1887年（明治20年）にも1884年（明治17年）版フランス操典に類似したものが発布されたとされる。

### 憲法発布・独式陸軍
1889年（明治22年）に大日本帝国憲法が発布され、日本は近代国家としての体裁を整えた。憲法を作成する過程で欧州各国の研究が進むと、日本が目指す近代国家の導入モデルは、共和制のフランスから君主制のドイツへと遷移して行った。
1885年（明治17年）に来日したメッケル参謀少佐の影響を強く受けた大日本帝国陸軍は、1891年（明治24年）に発布された操典では独陸軍の歩兵戦術が取り入れられた。この操典は、ほぼ1888年（明治21年）版独陸軍操典のコピーであり、この操典をもって守勢的な鎮台運用から攻勢的な師団運用へと転換し、日清戦争での成功を導き、太平洋戦争の終焉まで大日本帝国陸軍の歩兵は独式で運用され続けた。
また、この時期に欧州諸国の歩兵部隊で連発式小銃が本格的に採用

されはじめており、各国の歩兵操典はこれに合わせて改訂されはじめた。
1898年（明治31年）には日清戦争の戦訓および三十年式歩兵銃の採用

による変更から改正され日露戦争を迎えた。

### 日露戦争から第二次世界大戦まで
塹壕陣地や機関銃といった新しい軍事技術の前に苦戦させられた日露戦争での戦訓や、建軍以来蓄積された大日本帝国陸軍独自の戦法やノウハウを盛り込んで、1906年（明治39年）に操典草案が作られ、1909年（明治42年）11月8日に軍令陸第7号として操典が制定発布された。
この1909年改定版から以降、大日本帝国陸軍には欧米からの翻訳に依存しない独自体系の運用が追加され始め、操典の文章も著しく異なったものとなっている。
第一次世界大戦の勃発は歩兵戦術に多大な変化をもたらすこととなった。従来の散開戦闘方式は破棄され、各国では戦闘群戦法などの新戦術が採用された。これらの変化を研究した大日本帝国陸軍も操典改正の必要に迫られ、1920年（大正9年）草案、1923年（大正12年）草案、1928年（昭和3年）操典が相次いで制定され、軽機関銃や重機関銃、歩兵砲、擲弾筒などを広範に導入し、従来よりも比較的疎散な隊形を用いた疎開戦闘法が採用された。
その後、満州事変での戦訓や、大日本帝国陸軍最大の仮想敵とされた対ソ歩兵戦闘の研究成果を盛り込み、戦闘群戦法を採用した1937年（昭和12年）草案が発布され、1940年（昭和15年）に最後の歩兵操典が制定されたが、操典が制定されるまでに張鼓峰事件・ノモンハン事件が発生すると、大日本帝国陸軍の対ソ戦準備は現実から遊離したものである事が明らかになっていた。
これ以降、大日本帝国陸軍の歩兵操典は太平洋戦争終戦に至るまで改正されることはなかった。

### 第二次大戦後
ベトナム独立戦争を戦うベトミン軍のために井川省少佐によってフランス語に翻訳された。インドネシア独立戦争では現地軍に身を投じた「アブドルラフマン」こと市来龍夫によってインドネシア語に翻訳された。

## 内容
昭和15年改定の歩兵操典では、以下のような構成になっている。
- 勅語
- 綱領
- 総則
- 第一篇　各個教練
  - 通則
  - 第一章　基本
    - 第一節　不動の姿勢、右（左）向、半右（左）向、後向
    - 第二節　担銃、立銃、行進
    - 第三節　着剣、脱剣、小銃及び軽機関銃の弾薬の装填、抽出
    - 第四節　射撃
    - 第五節　手榴弾の投擲

  - 第二章 戦闘
    - 要則
    - 第一節　射撃
    - 第二節　運動、運動と射撃の連携
    - 手榴弾の投擲
    - 突撃

  - 第三章　夜間の動作
  - 第四章　戦闘間兵一般の心得
- 第二編　中隊教練
  - 通則
  - 第一章　密集
    - 第一節　隊形
    - 第二節　密集の動作

  - 第二章　戦闘
    - 要則
    - 第一節　分隊
      - 第一款　攻撃
      - 第二款　防禦

    - 第二節　小隊
      - 第一款　攻撃
      - 第二款　防禦

    - 第三節　中隊
      - 第一款　攻撃
      - 第二款　防禦

  - 第三章　夜間戦闘
    - 第一節　攻撃
    - 第二節　防禦
    - 第三節　追撃、退却

  - 第四章　弾薬及び資材の補充、弾薬小隊の行動
- 第三編　機関銃及び自動砲教練
  - 通則
  - 第一章　密集
    - 第一節　隊形
    - 第二節　密集の動作

  - 第二章　射撃
    - 機関銃
    - 自動砲

  - 第三章　戦闘
    - 要則
    - 第一節　分隊
    - 第二節　小隊
      - 第一款　攻撃
      - 第二款　防禦

    - 第三節　中隊
      - 第一款　攻撃
      - 第二款　防禦
      - 第三款　追撃、退却

  - 第四章　夜間戦闘
  - 第五章　弾薬の資材の補充、弾薬小隊の行動
- 第四編　歩兵砲教練
  - 通則
  - 第一章　密集
    - 第一節　隊形
    - 第二節　密集の動作

  - 第二章　射撃
    - 第一節　連隊砲、大隊砲
    - 第二節　速射砲

  - 第三章　戦闘
    - 要則
    - 第一節　分隊
    - 第二節　小隊
      - 第一款　攻撃
      - 第二款　防禦

    - 第三節　中隊
      - 第一款　攻撃
      - 第二款　防禦
      - 第三巻　追撃、退却

  - 第四章　夜間戦闘
  - 第五章　弾薬及び資材の補充、弾薬小隊の行動
- 第五編　大隊教練
  - 通則
  - 第一章　集合隊形
  - 第二章　戦闘
    - 要則
    - 第一節　攻撃
    - 第二節　防禦

  - 第三章　夜間戦闘
    - 第一節　攻撃
    - 第二節　防禦
    - 第三節　追撃、退却

  - 第四章　弾薬及び資材の補充、大隊弾薬班の行動
- 第六編　通信隊教練
  - 通則
  - 第一章　密集
    - 第一節　隊形
    - 第二節　密集の動作

  - 第二章　通信
    - 第一節　分隊
      - 要旨
      - 第一款　基本
      - 第二款　戦闘

    - 第二節　小隊及び通信隊
      - 要旨
      - 戦闘
- 第七編　連隊教練
  - 通則
  - 第一章　集合隊形
  - 第二章　戦闘
  - 第三章　夜間戦闘
  - 第四章　弾薬及び資材の補充、連隊弾薬班の行動
- 第八編　附録
  - 其の一　観兵の制式、刀及び喇叭の操法
  - 其の二　対戦車肉薄攻撃
  - 其の三　拳銃の操法
  - 其の四　十一年式系機関銃の操法
  - 其の五　九四式眼鏡照準具の操法
  - 其の六　輓馬編成大隊砲及び速射砲教練
  - 其の七　平射歩兵砲教練
- 附図
  - 第一
  - 第二

## 他国の歩兵操典
歩兵操典（Field Manual 野戦教本とも呼ばれる）は、歩兵として要求される行軍、戦闘時の陣形、火器や各種兵器の取扱い、など歩兵に必要な戦闘技術を標準化・体系化した上で、誰でも分かるように図解入りで解説している。
歩兵操典が編纂されるようになったのは、近世にグスタフ2世がそれまで曖昧だった陸軍の軍制を標準化して合理化を図ろうとしたことに起因するものであり、各国で独自の発展を見せた。

### アメリカ合衆国
米軍は多彩な人種・教育レベルの人々が集まって構成されて来た歴史を持つため、その野戦教本からは難解さや抽象的な表現が徹底して排除されており、アメリカ・プラグマティズムの集大成とも言うべき内容となっている。
- 歩兵の野戦移動フォーメーション 2001年版より
- 小銃射撃の技術 2003年版より （M16系小銃マニュアルの一部）
- 仕掛け爆弾 1965年版より （各種ブービートラップ使用法の解説）